# Římskokatolická farnost Klášterec
Římskokatolická farnost Klášterec je územní společenství římských katolíků v děkanátu Zábřeh s farním kostelem Zvěstování Panny Marie.

## Historie farnosti
První písemná zpráva o Klášterci pochází z roku 1349. Už koncem 13. století zde byl založen pobočný benediktinský konvent opatství v Postoloprtech v Čechách. Koncem 15. století zprávy o klášteře v pramenech mizí. Zůstal zde kostel ze 14. století, který byl obnoven po zpustošení za husitských válek, a při něm fara. Ta však v 17. století zanikla a byla obnovena až v roce 1914.

## Duchovní správci
Od července 2016 byl ustanoven farářem P. Mgr. Władysław Marek Mach, SDS.

## Bohoslužby
| Kostel                 | Místo     | Bohoslužba (den) | Hodina     | Poznámka     |
| ---------------------- | --------- | ---------------- | ---------- | ------------ |
| Zvěstování Panny Marie | Klášterec | neděle pátek     | 7.20 18.00 | farní kostel |

## Aktivity farnosti
Každoročně se ve farnosti koná tříkrálová sbírka, v roce 2016 se při ní vybralo v Klášterci 4806 korun, ve Vyšehoří 5945 korun.
Pro farnost stejně jako další farnosti děkanátu Zábřeh vychází každý týden Farní informace.